# Peru vasúti közlekedése

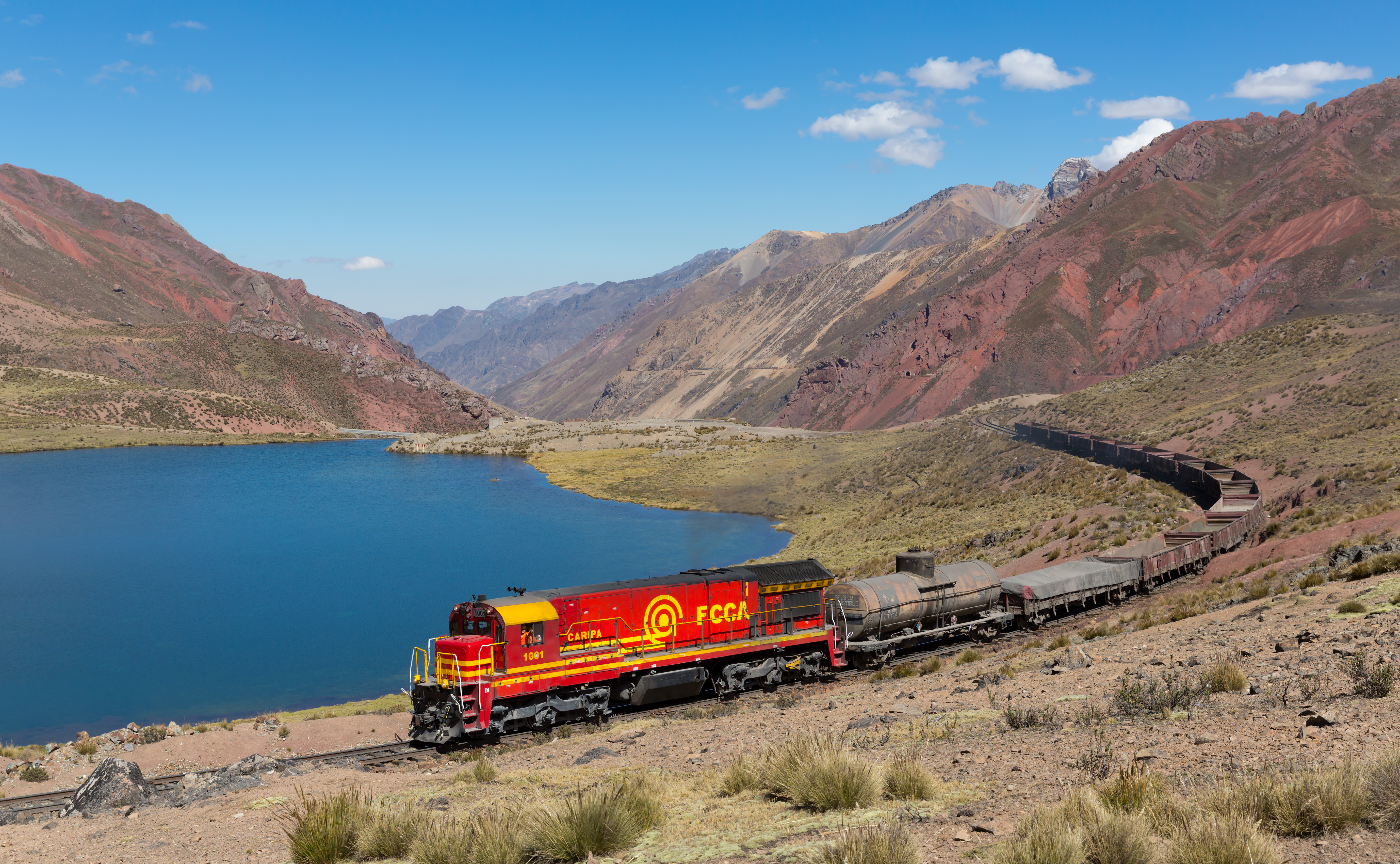
Tehervonat Peruban

Peru vasúthálózatának hossza 1989 km. Ebből 1726 km normál (1435 mm) nyomtávolságú, 263 km pedig 914 mm nyomtávú.
Az 1970-es évek közepén Peruban katonai hatalomátvétel történt. A katonák azonban – Dél-Amerikában szokatlan módon – államukban a politika és a gazdaság területén megnyilvánult Amerika-függésnek lazítására törekedtek. Így történt, hogy különböző fejlesztési problémáik megoldása érdekében egyes európai államokhoz, köztük Magyarországhoz is fordultak. Peru az Egyenlítő alatt fekvő szegény ország, mely a Csendes-óceántól a szubkontinens nyugati peremén végighúzódó néhol 7000 méternél is magasabbra törő Andokon át a hegység keleti lábánál 3-4000 méter magasságban elterülő szavannás síkság felé lejt. A csaknem 1,3 millió km² területű és 23 millió fős lakosságú országnak nincs összefüggő vasúthálózata.

## Vasúti kapcsolat más országokkal
- Bolívia - vasúti komppal
- Chile - egy rövidebb, elszigetelt szakasszal
- Ecuador - nincs